# Slagsmyren
Slagsmyren är en sjö i Östhammars kommun i Uppland och ingår i Norrströms huvudavrinningsområde. Sjön är 2,5 meter djup, har en yta på 1,82 kvadratkilometer och befinner sig 36 meter över havet.

## Delavrinningsområde
Slagsmyren ingår i det delavrinningsområde (667260-161595) som SMHI kallar för Utloppet av Slagsmyren. Medelhöjden är 42 meter över havet och ytan är 6,32 kvadratkilometer. Det finns ett avrinningsområde uppströms, och räknas det in blir den ackumulerade arean 43,61 kvadratkilometer. Dalån som avvattnar avrinningsområdet har biflödesordning 4, vilket innebär att vattnet flödar genom totalt 4 vattendrag innan det når havet efter 143 kilometer. Avrinningsområdet består mestadels av skog (67 procent). Avrinningsområdet har 1,81 kvadratkilometer vattenytor vilket ger det en sjöprocent på 28,6 procent.